# 陳裘大
陳裘大（英語：Chan Kau-tai，1945年1月21日—），籍貫廣東東莞，前香港高級公務員，前香港房屋署總屋宇裝備工程師，香港男歌手陳奕迅之父親，胞弟為骨科專科醫生陳求（裘）德。

## 生平
2000至2001年其間，陳裘大被香港廉政公署調查，其後被拘捕及停職。廉政公署控告他收受多間工程承辦商和物料供應商的賄款，協助他們取得工程合約，或在監管施工時予以優待；更預先受取供應商的「保金」，以在日後事故發生時提供庇護；還受賄協助朋友的兒子入職政府合約工程師。涉及的金額達300萬港元。
案件於2003年11月開審。在審訊中，主控官麥禮忠形容他為一名「極度貪官」（extremely corrupted civil servant），一時間在香港廣為人知。而報導更指，廉政公署得到當時的房屋署副署長鄔滿海的安排下在他的辦公室內安裝竊聽器及攝影機，多次偷拍得他在辦公室內點算大筆賄款。他被裁定罪名成立，被判入獄7年。
陳裘大於2004年提出上訴，指廉政公署蓄意隱瞞調查案件的總調查主任楊恩德的醉酒駕駛案底，向上訴庭挑戰其品格及證供的可信性，稱其導致審訊不公平。2005年12月，上訴法庭裁定陳裘大上訴得直，撤銷他的十項收受利益罪名，並下令案件發還原訟法庭重審。
另外，在審訊涉案的四名承建商時，廉政公署指派出污點証人，在未有得到法庭搜查令的情況下盜取被告的文件，更蓄意把疑犯向律師尋求法律意見的過程錄音，違反《香港基本法》內保護「法律專業特權」規定，損害公眾對司法制度之信心，區域法院因此下令案件永久終止聆訊。律政司向高等法院尋求司法覆核，法官夏正民推翻了永久終止聆訊的決定，將案件發還區域法院繼續審訊。後來陳裘大被判入獄6年。但涉嫌向陳裘大行賄的被告黃洪基及余志偉後來向上訴庭上訴得直，獲頒令永久終止聆訊，無罪釋放。
2008年10月10日，陳裘大透過「監管下釋放計劃」獲得假釋。

## 影視形象
- 2014年：《廉政行動2014》：單元二以陳裘大貪污案為藍本改編，而鄭丹瑞飾演影射陳裘大的角色梁德成
- 2017年：《迷》：陳嘉輝飾演嚴正森，影射陳裘大